# Сернансельи
Сернансе́лье, в порт.-браз. произношении Сернансе́льи (порт. Sernancelhe; [sɨɾnɐ'sɐʎ(ɨ)]) — посёлок городского типа в Португалии, центр одноимённого муниципалитета в составе округа Визеу. Находится в составе крупной городской агломерации Большое Визеу. По старому административному делению входил в провинцию Бейра-Алта. Входит в экономико-статистический субрегион Дору, который входит в Северный регион. Численность населения — 1,2 тыс. жителей (посёлок), 6,2 тыс.жителей (муниципалитет) на 2001 год. Занимает площадь 231,42 км².
Праздник посёлка — 3 мая.

## Расположение
Посёлок расположен в 45 км на северо-восток от адм. центра округа города Визеу.
Муниципалитет граничит:
- на севере — муниципалитет Табуасу, Сан-Жуан-да-Пешкейра
- на востоке — муниципалитет Пенедону, Транкозу
- на юге — муниципалитет Агиар-да-Бейра
- на юго-западе — муниципалитет Сатан
- на северо-западе — муниципалитет Моимента-да-Бейра

## История
Посёлок основан в 1124 году.

## Транспорт
| Численность населения муниципалитета по годам | Численность населения муниципалитета по годам | Численность населения муниципалитета по годам | Численность населения муниципалитета по годам | Численность населения муниципалитета по годам | Численность населения муниципалитета по годам | Численность населения муниципалитета по годам | Численность населения муниципалитета по годам | Численность населения муниципалитета по годам |
| --------------------------------------------- | --------------------------------------------- | --------------------------------------------- | --------------------------------------------- | --------------------------------------------- | --------------------------------------------- | --------------------------------------------- | --------------------------------------------- | --------------------------------------------- |
| 1801                                          | 1849                                          | 1900                                          | 1930                                          | 1960                                          | 1981                                          | 1991                                          | 2001                                          | 2004                                          |
| 2778                                          | 3677                                          | 10 758                                        | 9804                                          | 10 200                                        | 7499                                          | 7020                                          | 6227                                          | 6150                                          |

## Состав муниципалитета
В муниципалитет входят следующие районы:
1. Арнаш
2. Каррегал
3. Шозенду
4. Кунья
5. Эшкуркела
6. Файа
7. Феррейрин
8. Фонте-Аркада
9. Фрейшинью
10. Гранжал
11. Ламоза
12. Масиейра
13. Пенсу
14. Кинтела
15. Сарзеда
16. Сернанселье
17. Вила-да-Понте